# Henk Beernink

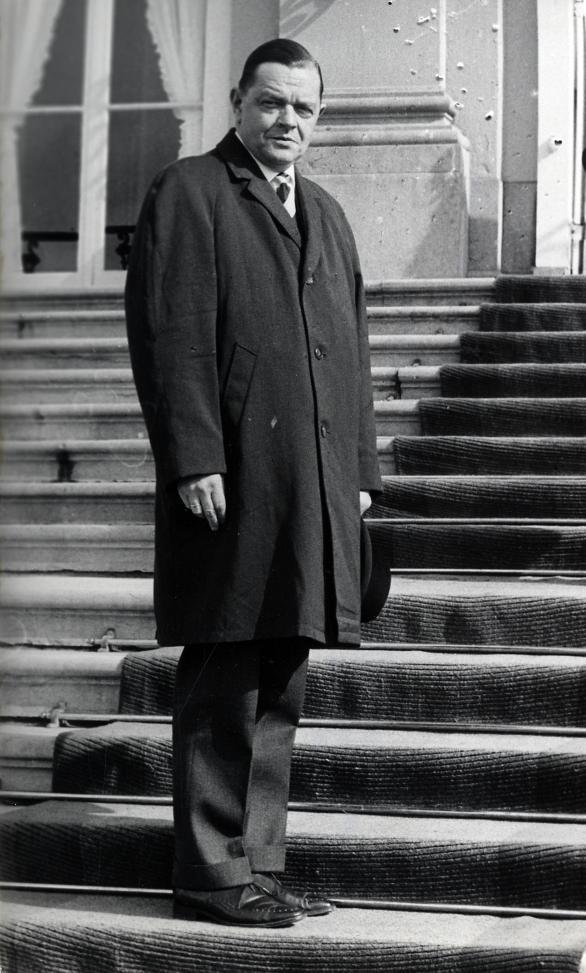
H.K.J. Beernink (een van de adviseurs voor de kabinetsformatie) verlaat Huis ten Bosch nadat hij door de koningin is ontvangen op 17 mei 1963.

Hendrik Karel Jan (Henk) Beernink (Maarssen, 2 februari 1910 – Rijswijk, 22 augustus 1979) was een Nederlands politicus.
Van 1946 tot 1967 was hij lid van de Tweede Kamer voor de CHU. In 1963 werd hij fractievoorzitter. Hij volgde in 1958 Hendrik Tilanus op als partijvoorzitter. Hij combineerde lange tijd het Tweede Kamerlidmaatschap met de functie van gemeentesecretaris van Rijswijk (Zuid-Holland). In 1967 zag hij zijn loopbaan bekroond met het ministerschap van Binnenlandse Zaken in het kabinet-De Jong. Hij was kort na zijn aantreden als minister verantwoordelijk voor de vervanging van burgemeester Van Hall van de gemeente Amsterdam. Hij liet veel werkzaamheden over aan zijn staatssecretaris en partijgenoot Chris van Veen. Hij stond bekend als conservatief 'law and order'-politicus en als schaker en sigarenroker.
Een jaar na zijn overlijden werd de Mr. H.K.J. Beerninkstichting opgericht, met als doel het "behoud van de Christelijk-Historische gedachten in en buiten het CDA". Dit gebeurde op 10 oktober 1980, daags voordat de CHU zou opgaan in het CDA.